# Big Bend (Swaziland)
Pour les articles homonymes, voir Big Bend.
Big Bend est une ville située dans le district de Lubombo, en Eswatini.

## Source
- (en) Cet article est partiellement ou en totalité issu de l’article de Wikipédia en anglais intitulé « Big Bend, Eswatini » (voir la liste des auteurs).